# 1-я отдельная чехословацкая пехотная бригада
1-я отдельная чехословацкая бригада, 1-я Чехословацкая отдельная пехотная бригада (чеш. 1. československá samostatná brigáda) — чехословацкое соединение, созданное на территории Союза ССР, в период Великой Отечественной войны.
Бригада находилась в оперативном подчинении РККА и позднее вошла в состав 1-го Чехословацкого армейского корпуса. Также именовалась — 1-я отдельная ордена Суворова 2-й степени чехословацкая бригада.

## История

### Предшествующие события и создание бригады
После поражения Чехословакии от Германии и Польши, в продолжении этих конфликтов, в марте 1939 года, произошла оккупации Чехословакии нацистской Германией и соответственно вооружённые силы Чехословакии были расформированы. 27 сентября 1941 года между Союзом ССР и эмигрировавшим, в Лондон, из страны правительством Чехословакии был подписан договор о военном сотрудничестве, в соответствии с которым на территории Советского Союза началось сформирование чехословацких воинских частей и соединений для борьбы с нацизмом.
1-й чехословацкий отдельный пехотный батальон, на базе которого появилась бригада, был создан согласно советско-чехословацкому соглашению о взаимопомощи «О совместных действиях в войне против фашистской Германии» от 18 июля 1941 года и военному соглашению представителей Верховного командования СССР и Чехословакии от 27 сентября 1941 года.
В середине 1942 года после переговоров Людвика Свободы с И. В. Сталиным началась подготовка к созданию пехотной бригады. По распоряжению И. В. Сталина 979 мужчин и 38 женщин, которые были гражданами Чехословакии и попали в трудовые лагеря за незаконное пересечение границы с СССР, были освобождены из лагерей и направлены на фронт. Был сформирован 1-й чехословацкий отдельный батальон, состав которого регулярно пополнялся. В марте 1943 года батальон принял боевое крещение под Воронежем.
5 мая 1943 года было сделано официальное заявление о сформировании на основе отдельного батальона 1-й Чехословацкой отдельной пехотной бригады. Сформирование отдельной бригады началось 10 мая 1943 года.
12 июня 1943 года Людвик Свобода был официально утверждён в должности командира бригады. Сформирование бригады происходило в районе Новохопёрска. 10 сентября 1943 года комиссия наркомата обороны СССР подписала акт о завершении формирования бригады с признанием её боеспособной, а 12 сентября ей торжественно было вручено боевое чехословацкое знамя.

## Состав
- управление (службы, штаб)
- 1-й пехотный батальон
- 2-й пехотный батальон
- танковый батальон
- артиллерийский дивизион
- дивизион противотанковой артиллерии
- рота зенитных пулемётов
- батарея зенитных орудий
- штабная рота
- транспортная рота
- сапёрная рота
- медицинская рота
- рота броневых машин

## Личный состав
К сентябрю 1943 года в бригаде насчитывалось 3 309 солдат и офицеров, а также 174 советских офицера и сержанта-инструктора. Из них около 2 200 человек являлись русинами по национальности (большая часть из них попала в лагеря в 1940—1941 годах, перейдя советскую границу после захвата Закарпатья Венгрией, но затем была освобождена), около 560 чехов, 340 словаков, 200 евреев и 160 русских. Позднее в бригаду были включены ещё от 5 до 7 тысяч карпатских украинцев. К концу войны бригада расширилась до 15 000 человек, 11 000 из которых были русинами и украинцами по национальности. Большая часть этих граждан бежала от немецкой и венгерской оккупации в СССР. В 1944—1945 годах бригада пополнялась мобилизованными жителями Закарпатья всех национальностей.

## Вооружение
На вооружении бригады состояло как отечественное (советское оружие), так и закупавшееся за границей по ленд-лизу, и захваченное в боях против немцев. Специалистов по обращению с техникой в бригаде насчитывалось 148 человек плюс ещё 21 офицер из командного состава.
Основным оружием солдат бригады являлись образцы преимущественно советского производства.
На вооружении бригады также была артиллерия крупного калибра и бронетехника. Помимо стандартного вооружения, бригада оснащалась 12 орудиями калибра 76 мм, шестью 122-мм гаубицами, 10 лёгкими бронеавтомобилями БА-64Б, 10 лёгкими танками Т-70 и 10 средними танками Т-34/76.

## Боевой путь бригады
Бригада участвовала в третьей битве за Харьков и в дальнейшем в освобождении Левобережной Украины.
24 октября 1943 года бригада перешла в оперативное подчинение 38-й армии 1-го Украинского фронта.
В ноябре 1943 года бригада участвовала в освобождении Киева, 139 военнослужащих бригады, участвовавших в этом сражении были награждены советскими орденами и медалями.
Позднее, бригада участвовала в освобождении Правобережной Украины и боях в Словакии. Бригада билась с немцами под Льговом, освободила города Ворожба, Киев, Прилуки, Фастов, Белую Церковь, Полонное, Славуту, Ровно, Луцк, Староконстантинов, Каменец-Подольский, Жашков, Черновцы и другие города.

## Награды
- За освобождение Киева бригада была награждена Орденом Суворова 2 степени[1].
- За освобождение Белой Церкви бригада была награждена Орденом Богдана Хмельницкого 1 степени[7].

## Отличившиеся воины бригады
- Буршик, Иосиф, подпоручик, командир танковой роты танкового батальона.
- Сохор, Антонин, поручик, командир роты автоматчиков.
- Тесаржик, Рихард, подпоручик, командир танковой роты танкового батальона.